# 格利泽1128
格利泽1128是一顆位於船底座光譜類型為M4.0V的紅矮星，距離地球21.2光年。它是離太陽較近的恆星之一。

## 物理特性
格利泽1128是一個長期變星，5年恆星黑子週期與太陽週期相差不多。